# شهرستان کامبرلند (کنتاکی)
شهرستان کامبرلند، کنتاکی (به انگلیسی: Cumberland County, Kentucky) یک سکونتگاه مسکونی در ایالات متحده آمریکا است که در کنتاکی واقع شده‌است.